# Emilia parnassiifolia
Emilia parnassiifolia là một loài thực vật có hoa trong họ Cúc. Loài này được (De Wild. & Muschl.) S.Moore mô tả khoa học đầu tiên năm 1925.